# Cá ó không gai
Cá ó không gai (Aetomylaeus nichofii) là một loài cá thuộc họ Myliobatidae. Nó được tìm thấy ở Úc, Bangladesh, Brunei, Campuchia, Trung Quốc, Ấn Độ, Indonesia, Nhật Bản, Triều Tiên, Hàn Quốc, Malaysia, Myanma, Pakistan, Papua New Guinea, Philippines, Singapore, Sri Lanka, Đài Loan, Thái Lan, Việt Nam, có thể Maldives, và có thể Mozambique. Các môi trường sống tự nhiên của chúng là đại dương mở, biển nông, và rạn san hô. Nó bị đe dọa do mất môi trường sống.